# Ord (super-vilain)
Pour les articles homonymes, voir Ord.
Ord est un super-vilain appartenant à l'univers de Marvel Comics. Il apparaît pour la première fois dans Astonishing X-Men no 1 (vol. 3) en mai 2004. Il a été créé par Joss Whedon et John Cassaday.

## Biographie fictive
C'est un alien qui habite un monde nommé le Breakworld, où les habitants peuvent voir l'avenir. Dans une de ses visions, un X-Man est responsable de la destruction de leur monde.
Ord a donc pour but de tuer les X-Men et tous les mutants de la Terre. Le Colonel Nick Fury apprend aux X-Men qu'il est en fait protégé comme peut l'être un diplomate.
Il est pourtant stoppé par les X-Men.

## Pouvoirs
- Ord possède une force et une endurance surhumaines. Il a résisté à un coup de poing en plein dos porté par Colossus.
- Ord est équipé d'une armure métallique et d'une arme tranchante très solide.